# Walter Buller
Walter Lawry Buller (9 de octubre de 1838 - 19 de julio de 1906) fue un abogado, naturalista y ornitólogo neozelandés. Es el autor de A History of the Birds of New Zealand (1872-1873, 2.ª ed. 1887-1888), con ilustraciones de John Gerrard Keulemans.

## Biografía
En 1882 escribió el libro Manual de Pájaros de Nueva Zelanda como una alternativa barata y popular.
En 1905, publicó en dos volúmenes Supplement to the History of the Birds of New Zealand en la que resumió el trabajo hasta la fecha.
Buller nació en Newark en the Bay of Islands, siendo el hijo de un misionero de Cornualles. Estudió en el Wesley College de Auckland. En 1854, se trasladó a Wellington con sus padres, donde entablé amistad con el naturalista William Swainson.
En 1859 fue nombrado Native Commissioner para las Provincias del Sur. En 1871 viajó a Inglaterra. Tres años después volvió a Wellington y ejerció como abogado.
Buller fue ministro del gobierno de 1896 a 1899. Posteriormente, emigró a Inglaterra y murió en Fleet, Hampshire.

## Abreviatura (zoología)
La abreviatura Buller  se emplea para indicar a Walter Buller como autoridad en la descripción y taxonomía en zoología.